# Hymenophyllum angulosum
Hymenophyllum angulosum är en hinnbräkenväxtart som beskrevs av Christ. Hymenophyllum angulosum ingår i släktet Hymenophyllum och familjen Hymenophyllaceae. Inga underarter finns listade.